# Logographe (histoire)
Pour les articles homonymes, voir Logographe.
Un logographe (du grec ancien λογογράφος / logographos, de λόγος / logos « parole, discours » et γράφω / graphô, « écrire ») est un historien-chroniqueur antérieur à Hérodote, surnommé « le père de l'histoire ». Thucydide critique les logographes puisqu'ils cherchent plus à plaire à leur public qu'à présenter la vérité des faits (I, 21) un logographe professionnel étant également un rédacteur de discours. 
Selon la tradition, le premier d'entre eux est Cadmos, un citoyen de Milet qui conte l'histoire de sa cité : l'histoire, comme la poésie épique, est venue d'Ionie. Les logographes mettent davantage l'accent sur le charme de l'histoire que sur l'exactitude des faits qu'ils rapportent. Ils mêlent allègrement mythologie et histoire. Pour cette raison, le terme français retenu pour les décrire est « chroniqueurs » et non « historiens ». 
Les logographes fleurissent du milieu du VIe siècle av. J.-C. jusqu'aux guerres médiques. Hellanicos (Ve siècle av. J.-C.) est le premier à distinguer, dans ses chronologies, le passé mythique d'un passé qu'il considère comme réel. Après Hérodote, le genre décline, avant de regagner un peu de popularité pendant la période hellénistique.
Ils se distinguent des poètes épiques du cycle troyen par le fait qu'ils écrivent en prose, dans un style non périodique qu'Aristote (Rhétorique, 1409a 29) appelle λέξις εἰρομένη / lexis eiromenê (de εἴρω / eirô « attacher, lier ensemble »), c'est-à-dire « style fluide, coulant ».

## Logographes célèbres
Nous connaissons, entre autres, par Denys d'Halicarnasse (Sur Thucydide, 5), et Clément d'Alexandrie (Stromates) les noms des plus célèbres d'entre eux:
- Acousilaos
- Androtion
- Cadmos de Milet
- Charon de Lampsaque
- Clédémos d'Athènes (en)
- Hécatée de Milet
- Hellanicos
- Hippys de Rhégion (es)
- Lysias
- Mélésagoras de Chalcédoine (en)
- Phérécyde d'Athènes
- Philochore
- Xanthos de Lydie
- Xénomédès de Céos